# Mats Jingblad
Mats Jingblad, né le 9 août 1958 à Halmstad (Suède), est un footballeur suédois, évoluant au poste d'attaquant. 
Au cours de sa carrière de joueur, il évolue au BK Astrio et à l'Halmstads BK, ainsi qu'en équipe de Suède. Jingbald marque huit buts lors de ses dix sélections avec l'équipe de Suède entre 1982 et 1984. Après avoir raccroché les crampons, il se lance dans une carrière d'entraîneur.

## Biographie

### En club
Avec le club de l'Halmstads BK, il remporte un championnat de Suède, et dispute 4 matchs en Coupe d'Europe des clubs champions.
Son bilan en première division suédoise est de 215 matchs joués, pour 64 buts marqués. Il réalise sa meilleure performance en 1983, où il inscrit 12 buts.

### En équipe nationale
Mats Jingblad reçoit 10 sélections et inscrit 8 buts en équipe de Suède entre 1982 et 1984.
Il joue son premier match en équipe nationale le 6 octobre 1982 contre la Tchécoslovaquie à Bratislava. Lors de ce match, il inscrit son premier but sous les couleurs de la Suède. Par la suite, le 17 août 1983, il inscrit un autre but contre l'Islande.
Le 16 novembre 1983, il marque un triplé contre l'équipe de Trinité-et-Tobago. Il marque à nouveau un triplé le 19 novembre 1983 contre la modeste équipe de Barbade.
Il joue son dernier match avec la Suède le 22 août 1984 face au Mexique à Malmö.

### Carrière d'entraîneur
Il dirige plusieurs clubs suédois, notamment l'Halmstads BK et l'IFK Göteborg. Il officie également en Grèce, à Thessalonique.

## Palmarès

### En équipe nationale
- 10 sélections et 8 buts avec l'équipe de Suède entre 1982 et 1984

### Avec l'Halmstads BK
Joueur
- Vainqueur du championnat de Suède en 1979

Entraîneur
- Vainqueur de la Coupe de Suède en 1995

### Avec l'IFK Göteborg
Entraîneur
- Vainqueur du championnat de Suède en 1996